# Wheatland (Missouri)
Wheatland és una població dels Estats Units a l'estat de Missouri. Segons el cens del 2000 tenia 388 habitants.

## Demografia
Segons el cens del 2000, Wheatland tenia 388 habitants, 192 habitatges, i 105 famílies. La densitat de població era de 428 habitants per km².
Dels 192 habitatges en un 22,9% hi vivien nens de menys de 18 anys, en un 37% hi vivien parelles casades, en un 13,5% dones solteres, i en un 44,8% no eren unitats familiars. En el 42,2% dels habitatges hi vivien persones soles el 30,7% de les quals corresponia a persones de 65 anys o més que vivien soles. El nombre mitjà de persones vivint en cada habitatge era de 2,02 i el nombre mitjà de persones que vivien en cada família era de 2,75.
Per edats la població es repartia de la següent manera: un 22,9% tenia menys de 18 anys, un 7,7% entre 18 i 24, un 19,1% entre 25 i 44, un 23,5% de 45 a 60 i un 26,8% 65 anys o més.
L'edat mediana era de 46 anys. Per cada 100 dones de 18 o més anys hi havia 65,2 homes.
La renda mediana per habitatge era de 17.500 $ i la renda mediana per família de 27.596 $. Els homes tenien una renda mediana de 23.393 $ mentre que les dones 14.375 $. La renda per capita de la població era de 10.025 $. Entorn del 20% de les famílies i el 28,1% de la població estaven per davall del llindar de pobresa.

## Poblacions més properes
El següent diagrama mostra les poblacions més properes.